# Coupe de Russie de football 1999-2000
Navigation
Coupe de Russie 1998-1999 Coupe de Russie 2000-2001
La Coupe de Russie 1999-2000 est la 8e édition de la Coupe de Russie depuis la dissolution de l'URSS.
Le Lokomotiv Moscou remporte la compétition face au CSKA Moscou et se qualifie pour le premier tour de la Coupe UEFA 2000-2001.
La compétition suivant un calendrier sur deux années, contrairement à celui des championnats russes qui s'inscrit sur une seule année, celle-ci se trouve de fait à cheval entre deux saisons de championnat ; ainsi pour certaines équipes promues ou reléguées durant la saison 1999, la division indiquée peut varier d'un tour à l'autre.

## Huitièmes de finale
| Date             | Club                    | Score    | Club                           |
| ---------------- | ----------------------- | -------- | ------------------------------ |
| 13 novembre 1999 | Anji Makhatchkala (D1)  | 2 - 0    | (D2) Gazovik-Gazprom Ijevsk    |
| 13 novembre 1999 | Lokomotiv Moscou (D1)   | 2 - 1    | (D2) Baltika Kaliningrad       |
| 13 novembre 1999 | Metallourg Lipetsk (D2) | 4 - 0    | (D2) Dinamo Stavropol          |
| 13 novembre 1999 | Ouralan Elista (D1)     | 3 - 0    | (D2) Fakel Voronej             |
| 13 novembre 1999 | CSKA Moscou (D1)        | 3 - 0    | (D3) Spartak-Tchoukotka Moscou |
| 14 novembre 1999 | Dynamo Moscou (D1)      | 1 - 0 ap | (D2) Spartak Naltchik          |
| 21 mars 2000     | Rotor Volgograd (D1)    | 0 - 1    | (D1) Saturn Ramenskoïe         |
| 21 mars 2000     | Sokol Saratov (D2)      | 0 - 1 ap | (D1) Spartak Moscou            |

## Quarts de finale
| Date          | Club                    | Score              | Club                   |
| ------------- | ----------------------- | ------------------ | ---------------------- |
| 4 avril 2000  | Spartak Moscou (D1)     | 1 - 0              | (D1) Saturn Ramenskoïe |
| 5 avril 2000  | Metallourg Lipetsk (D1) | 1 - 2              | (D1) Lokomotiv Moscou  |
| 11 avril 2000 | Anji Makhatchkala (D1)  | 1 - 1 ap 3 - 5 tab | (D1) CSKA Moscou       |
| 12 avril 2000 | Ouralan Elista (D1)     | 1 - 0              | (D1) Dynamo Moscou     |

## Demi-finales
| Date       | Club                | Score    | Club                  |
| ---------- | ------------------- | -------- | --------------------- |
| 3 mai 2000 | Ouralan Elista (D1) | 1 - 4 ap | (D1) Lokomotiv Moscou |
| 4 mai 2000 | CSKA Moscou (D1)    | 3 - 1    | (D1) Spartak Moscou   |

## Finale
| Titulaires :  |                       |     |
|               |                       |     |
|               | Rouslan Nigmatoulline |     |
|               | Igor Tcherevtchenko   | 47e |
|               | Guennadi Nijegorodov  |     |
|               | Vadim Ievseïev        |     |
|               | Andreï Solomatine     |     |
|               | Igor Tchougaïnov      |     |
|               | Dmitri Sennikov       |     |
|               | Ilya Tsymbalar        |     |
|               | Dmitri Loskov         |     |
|               | Dmitri Boulykine      | 71e |
|               | Oleg Teriokhine       | 87e |
|               |                       |     |
| Remplaçants : |                       |     |
|               | Ievgueni Kharlatchiov | 41e |
|               | Iouri Drozdov         | 46e |
|               | Oleg Pashinin         | 97e |
|               |                       |     |
| Entraîneur :  |                       |     |
| Iouri Siomine |                       |     |

| Titulaires :  |                        |     |
|               |                        |     |
|               | Iouri Okrochidze       |     |
|               | Valeri Minko           |     |
|               | Ievgueni Varlamov      |     |
|               | Maksim Bokov           |     |
|               | Sergueï Semak          |     |
|               | Oleg Kornaukhov        |     |
|               | Denis Ievsikov         | 62e |
|               | Oleg Șișchin           |     |
|               | Vadim Skripchenko      | 46e |
|               | Sergueï Filippenkov    | 86e |
|               | Vladimir Koulik        |     |
|               |                        |     |
| Remplaçants : |                        |     |
|               | Dmitri Khomukha        | 46e |
|               | Vyacheslav Geraschenko | 62e |
|               | Artiom Ienine          | 86e |
|               |                        |     |
| Entraîneur :  |                        |     |
| Oleg Dolmatov |                        |     |

| Titulaires :  |                       |     |
|               |                       |     |
|               | Rouslan Nigmatoulline |     |
|               | Igor Tcherevtchenko   | 47e |
|               | Guennadi Nijegorodov  |     |
|               | Vadim Ievseïev        |     |
|               | Andreï Solomatine     |     |
|               | Igor Tchougaïnov      |     |
|               | Dmitri Sennikov       |     |
|               | Ilya Tsymbalar        |     |
|               | Dmitri Loskov         |     |
|               | Dmitri Boulykine      | 71e |
|               | Oleg Teriokhine       | 87e |
|               |                       |     |
| Remplaçants : |                       |     |
|               | Ievgueni Kharlatchiov | 41e |
|               | Iouri Drozdov         | 46e |
|               | Oleg Pashinin         | 97e |
|               |                       |     |
| Entraîneur :  |                       |     |
| Iouri Siomine |                       |     |

| Titulaires :  |                        |     |
|               |                        |     |
|               | Iouri Okrochidze       |     |
|               | Valeri Minko           |     |
|               | Ievgueni Varlamov      |     |
|               | Maksim Bokov           |     |
|               | Sergueï Semak          |     |
|               | Oleg Kornaukhov        |     |
|               | Denis Ievsikov         | 62e |
|               | Oleg Șișchin           |     |
|               | Vadim Skripchenko      | 46e |
|               | Sergueï Filippenkov    | 86e |
|               | Vladimir Koulik        |     |
|               |                        |     |
| Remplaçants : |                        |     |
|               | Dmitri Khomukha        | 46e |
|               | Vyacheslav Geraschenko | 62e |
|               | Artiom Ienine          | 86e |
|               |                        |     |
| Entraîneur :  |                        |     |
| Oleg Dolmatov |                        |     |